# Samayac
Samayac é uma cidade da Guatemala do departamento de Suchitepéquez.